# Valiatos de Tanzania
En el censo de 2012, las 30 regiones de Tanzania se dividían en 169 valiatos (suajili: wilaya), a veces también denominados distritos (inglés: districts). 
Cada valiato es una entidad administrativa administrada por un consejo distrital. Junto a ellos, las ciudades del país están directamente subordinadas a su respectiva región sin formar parte de ningún valiato.
Junto con las regiones que los agrupan, las ciudades y valiatos son la base de la organización territorial de Tanzania. No obstante, a efectos principalmente electorales y de organización de las comunidades locales, cada valiato o ciudad está dividido en unidades geográficas más pequeñas llamadas kata en suajili (anteriormente conocidas por su nombre en inglés ward); estas unidades geográficas son muy diversas y pueden estar formadas por agrupación de pueblos en zonas rurales, por conjuntos de calles en zonas urbanas o por una mezcla de zonas urbanas y rurales. Las katas están agrupados en divisiones electorales (tarafa), cada una de las cuales está representada por un parlamentario.

## Lista de valiatos y ciudades
Los valiatos y las ciudades se muestran a continuación con su población en el censo de 2012:

### Región de Arusha

Valiatos de Arusha.

- Arumeru 268 144
- Ciudad de Arusha  416 442
- Arusha 323 198
- Karatu 230 166
- Longido 123 153
- Monduli 158 929
- Ngorongoro 174 278

### Dar es-Salam
La ciudad de Dar es-Salam no se divide en valiatos, sino en cinco consejos municipales
- Ilala 1 220 611
- Kinondoni 1 775 049
- Temeke 1 368 881
- Kigamboni (creado en 2015)
- Ubungo (creado en 2015)

### Región de Dodoma

Valiatos de Dodoma

- Bahi 221 645
- Chamwino 330 543
- Chemba 235 711
- Ciudad de Dodoma 410 956
- Kondoa 269 704
- Kongwa 309 973
- Mpwapwa 305 056

### Región de Geita

Valiatos de Geita.

- Bukombe 224 542
- Chato 365 127
- Ciudad de Geita 807 619
- Mbogwe 193 922
- Nyang'hwale 148 320

### Región de Iringa
- Iringa 254 032
- Ciudad de Iringa 151 345
- Kilolo 218 130
- Ciudad de Mafinga 51 902
- Mufindi 265 829

### Región de Kagera

Valiatos de Kagera.

- Biharamulo 323 486
- Bukoba 289 697
- Ciudad de Bukoba 128 796
- Karagwe 332 020
- Kyerwa 321 026
- Missenyi 202 632
- Muleba 540 310
- Ngara 320 056

### Región de Katavi
- Mlele 282 568
- Mpanda 179 136
- Ciudad de Mpanda 102 900

### Región de Kigoma

Valiatos de Kigoma.

- Buhigwe 254 342
- Kakonko 167 555
- Kasulu 425 794
- Ciudad de Kasulu 208 244
- Kibondo 261 331
- Kigoma 211 566
- Ciudad de Kigoma 215 458
- Uvinza 383 640

### Región de Kilimanjaro
- Hai 210 533
- Moshi 466 737
- Ciudad de Moshi 184 292
- Mwanga 131 442
- Rombo 260 963
- Same 269 807
- Siha 116 313

### Región de Pemba Sur(Zanzíbar)
- Chake Chake 97 249
- Mkoani 97 867

### Región de Zanzíbar Sur y Central(Zanzíbar)
- Kati 76 346
- Kusini 39 242

### Región de Lindi
- Kilwa 190 744
- Mtama 194 143
- Ciudad de Lindi 78 841
- Liwale 91 380
- Nachingwea 178 464
- Ruangwa 131 080

### Región de Manyara

Valiatos de Manyara

- Ciudad de Babati 93 108
- Babati 312 392
- Hanang 275 990
- Kiteto 244 669
- Mbulu 320 279
- Simanjiro 178 693

### Región de Mara

Valiatos de Mara.

- Bunda 335 061
- Butiama 241 732
- Musoma 178 356
- Ciudad de Musoma 134 327
- Rorya 265 241
- Serengeti 249 420
- Tarime 339 693

### Región de Mbeya
- Busokelo 96 348
- Chunya 290 478
- Kyela 221 490
- Mbarali 300 517
- Ciudad de Mbeya 385 279
- Mbeya 305 319
- Rungwe 339 157

### Región de Zanzíbar Oeste(Zanzíbar)
- Magharibi 370 645
- Mjini 223 033

### Región de Morogoro
- Gairo 193 011
- Kilombero 407 880
- Kilosa 438 175
- Morogoro 286 248
- Ciudad de Morogoro 315 866
- Mvomero 312 109
- Ulanga 151 001
- Malinyi 114 202
- Ciudad de Ifakara 121 806

### Región de Mtwara
- Masasi 247 993
- Ciudad de Masasi 102 696
- Mtwara 228 003
- Ciudad de Mtwara 108 299
- Nanyumbu 150 857
- Newala 205 492
- Tandahimba 227 514

### Región de Mwanza

Valiatos de Mwanza

- Ciudad de Ilemela 343 001
- Kwimba 406 509
- Magu 299 759
- Misungwi 351 607
- Ciudad de Nyamagana 363 452
- Sengerema 663 034
- Ukerewe 345 147

### Región de Njombe
- Ludewa 133 218
- Ciudad de Makambako 93 827
- Makete 97 266
- Njombe 85 747
- Ciudad de Njombe 130 223
- Wanging'ombe 161 816

### Región de Pwani

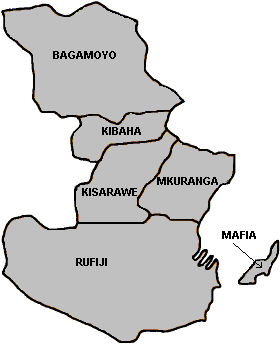
Valiatos de Pwani.

- Bagamoyo 311 740
- Kibaha 70 209
- Ciudad de Kibaha 128 488
- Kisarawe 101 598
- Isla de Mafia 46 438
- Mkuranga 222 921
- Rufiji 217 274

### Región de Rukwa
- Kalambo 207 700
- Nkasi 281 200
- Sumbawanga 305 846
- Ciudad de Sumbawanga 209 793

### Región de Ruvuma
- Mbinga 353 683
- Songea 173 821
- Ciudad de Songea 203 309
- Tunduru 298 279
- Namtumbo 201 639
- Nyasa 146 160

### Región de Shinyanga

Valiatos de Shinyanga.

- Ciudad de Kahama 242 208
- Kahama 523 802
- Kishapu 272 990
- Shinyanga 334 417
- Ciudad de Shinyanga 161 391

### Región de Simiyu

Valiatos de Simiyu.

- Bariadi 422 916
- Busega 203 597
- Itilima 313 900
- Maswa 344 125
- Meatu 299 619

### Región de Singida

Valiatos de Singida.

- Ikungi 272 959
- Iramba 236 282
- Manyoni 296 763
- Mkalama 188 733
- Singida 225 521
- Ciudad de Singida 150 379

### Región de Songwe
Esta región fue creada en 2016 con la parte occidental de la región de Mbeya, conteniendo los siguientes valiatos:
- Ileje
- Mbozi
- Momba
- Songwe

### Región de Tabora

Valiatos de Tabora.

- Igunga 399 727
- Kaliua 393 358
- Nzega 502 252
- Sikonge 179 883
- Ciudad de Tabora 226 999
- Urambo 192 781
- Uyui 396 623

### Región de Tanga

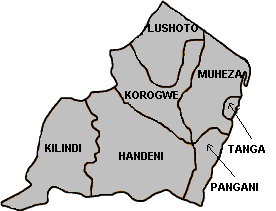
Valiatos de Tanga.

- Handeni 276 646
- Ciudad de Handeni 79 056
- Kilindi 236 833
- Ciudad de Korogwe 68 308
- Korogwe 242 038
- Lushoto 492 441
- Muheza 204 461
- Mkinga 118 065
- Pangani 54 025
- Ciudad de Tanga 273 332